# Víctor Herrera Piggott
Víctor Manuel Herrera Piggott (né le 18 avril 1980 à Panama au Panama) est un footballeur international panaméen, qui évolue au poste de milieu de terrain.

## Biographie

### Carrière en sélection
Avec l'équipe du Panama, il joue 33 matchs (pour 2 buts inscrits) entre 2000 et 2010. 
Il figure dans le groupe des sélectionnés lors des Gold Cup de 2007 et de 2009, où son équipe atteint à chaque fois les quarts de finale.

## Palmarès
| Panama Viejo - Championnat du Honduras (1) : - Champion : 2000-01. |  | San Francisco FC - Championnat du Honduras (1) : - Champion : 2009 (Ouverture). |